# Mäkiinpäällys
Mäkiinpäällys ("Uppe på Backen") är en 126 meter hög höjd som är en av ön Hoglands fyra höjder som syns långt ut till havs.
På Mäkiinpäällys finns de två ryska triangelpunkterna, "Mäki-päälys", och "Gogland Z", 60° 05' 07" N, 26° 57' 40" E, som fungerar som knutpunkter mellan den norra och södra triangelkedjan som tillsammans bildar världsarvet Struves meridianbåge.